# Frédéric Bessy
Frédéric Bessy (Villefranche-sur-Saône, Roine, 2 de gener del 1972) va ser un ciclista francès que fou professional del 1996 al 2007.

## Palmarès
- 1993
  - 1r al Tour del Beaujolais i Vall de Saône
- 1995
  - 1r als Boucles du Tarn
  - 1r al Gran Premi de Cours-la-Ville
- 1998
  - 1r al Premi des blés d'or
- 2004
  - 1r al Gran Premi de Lugano

### Resultats al Tour de França
- 1999. 42è de la classificació general
- 2001. 119è de la classificació general
- 2002. 67è de la classificació general
- 2004. No surt (3a etapa)
- 2005. 129è de la classificació general

### Resultats al Giro d'Itàlia
- 1998. 79è de la classificació general
- 2007. 66è de la classificació general

### Resultats a la Volta a Espanya
- 1996. Abandona
- 1997. 70è de la classificació general
- 1998. 43è de la classificació general
- 2000. Abandona
- 2006. 41è de la classificació general